# جودرون بويسن
جودرون مارجريت بويسن، هي طبيبة دنماركية حاصلة على شهادة دكتور في الطب. ولدت في الخامس من أبريل عام 1939 في منطقة ليل اوتر سليف (الدنمارك). تقوم هذه الطبيبة باجراء بحوثات في أسباب واثار السكتات الدماغية، وتتم أبحاثها في قسم علم الاعصاب في مستشفى بيسبجيرج، كوبنهاغن. في عام 1994 حصلت بويسن على جائزة تاجيا براندت سيليجين. وهي أيضا متزوجة من ترولاس يوهان دولار كاردل ولديها طفلان، ماريا التي ولدت في عام 1972 وساكينا التي ولدت في عام 1974.

## منشورات مختارة
- ديناميكا الدم الدماغي في جراحة الشريان السباتي

(مانسغارد،1973)
- على المستوى الادنى والحرج لتدفق الدم الدماغي في الإنسان مع إشارة محددة إلى جراحة الشريان السباتي (الدورة الدموية 49 , 1024)
- السكتة الدماغية المبكرة: عملية ديناميكية (السكتة الدماغية 32 ,2423)
- الحمض الاميني وخطر السكتة الدماغية المبكرة (السكتة الدماغية 34 ,1258)
- المعضلة الدائمة: لعلاج أو عدم علاج ضغط الدم في حالة السكتة الدماغية الحادة.

(السكتة الدماغية 35 ,526)